# NGC 2615
NGC 2615 este o emission-line galaxy⁠(d) situată în constelația Hidra. A fost descoperită în 6 februarie 1885 de către Édouard Stephan⁠(d).